# Antonius Mauritius Hendrikus Straater
Antonius Mauritius Hendrikus Straater (Gouda, 21 juni 1897 – Londen, 25 juli 1973) was gedurende de Tweede Wereldoorlog de directeur van de Hollandsche Crediet- en Agentuur Maatschappij (H.C.A.M.).
Genoemde H.C.A.M. was een onderneming die in de Tweede Wereldoorlog een belangrijke rol zou spelen bij het uitreden van zogenaamde spionageloggers. Deze schepen visten – waar voor anderen velerlei beperkingen golden – gedurende de oorlogsjaren op de Noordzee. Op de vissersschepen meevarende - en bewapende -  Nederlandse V-Männer verzamelden, opgeleid tot marconisten, relevante gegevens voor de Kriegsmarine en seinden deze door aan de Abwehr-centrale te Hilversum. 

## Eerste kennismaking
De eigenaar van de H.C.A.M. was de sinds 1921 in Nederland wonende Rijksduitser Thomas Morkstein Marx. Marx was naast ondernemer tevens medewerker van de Abwehr. Marx' H.C.A.M. leed tot dan toe een weinig actief bestaan. Dit zou echter weldra veranderen. Marx maakte in 1939 namelijk kennis met Straater en tussen hen beiden ontstond een hechte vriendschap. En ongetwijfeld zal daarbinnen de situatie waarin de H.C.A.M. zich bevond onderwerp van gesprek zijn geweest. Straater was een goede zakenman die echter een donker verleden met zich meedroeg.
Hij had in 1924 een gevangenisstraf uitgezeten van een half jaar, dit als gevolg van een in 1923 gepleegde diefstal. Deze veroordeling had hem een groot deel van zijn leven achtervolgd. Ontslagen uit de gevangenis was hij korte tijd werkzaam bij een uitgeversfirma. In de maand augustus 1924 kon hij als commercieel medewerker in dienst treden bij Philips Gloeilampen te Eindhoven. Hij ontwikkelde zich daarbij tot een uitstekend medewerker. Echter in 1930, inmiddels gepromoveerd tot algemeen procuratiehouder en rechterhand van de directeur, werd hij door deze ontboden en geconfronteerd met zijn verleden. Straater werd ontslagen. Vervolgens kwam hij in 1936 terecht bij de N.V. Koolhoven Vliegtuigen, tot ook daar zijn verleden bekend werd en een nieuw ontslag volgde. Hij voerde daarop een proces tegen Koolhoven en won dit. De uitkomst ervan was een schadevergoeding van 10.000 gulden.

## Knipperlichtrelatie
De gesprekken tussen Straater en Marx leidden tot een aanbod van Marx. Hij offreerde Straater een directeursfunctie bij de H.C.A.M. in ruil voor een storting van 10.000 gulden. Marxs sluimerende vennootschap had tot doel het exporteren van koopmansgoederen in de meest uitgebreide zin des woords.
Straater was wisselend wel en niet lid van de NSB. In 1939 trad hij opnieuw toe tot deze beweging. Deze knipperlichtrelatie met de NSB had wellicht te maken met Straaters onvrede over zijn penibele situatie. Hij was voor de Tweede Wereldoorlog langere tijd werkloos vanwege zijn strafblad. Het voorstel van Marx maakte hieraan in 1939 een einde want dankzij Marx had Straater sindsdien weer werk.

## Tweede kennismaking
In 1941 ontmoette Straater de Kapitänleutnant zur See en Abwehrmann Friedrich Carl Heinrich Strauch. Strauch kende Marx al door beider plaatsing in 1939/1940 bij de Duitse Abwehrstelle Wilhelmshaven. Marx zal dan ook waarschijnlijk Straater aan Strauch hebben voorgesteld. Strauch was bezig voor de Abwehr Nederlandse vissersschepen uit te reden voor spionage op de Noordzee. Dit was in opdracht van de top van de Abwehr (A. und A.) te Berlijn. Deze hoofdafdeling A. und A. had eind 1940 Strauch opgedragen in een Nederlandse onderneming te penetreren. Vanuit zo’n onderneming zouden voortaan spionageloggers – al vissende – in zee gaan opereren. Strauch interesseerde zich voor de H.C.A.M. en stelde voor deze financieel te steunen. Straater ging hierop in. Strauch zorgde voor een aantal financieel mede-geïnteresseerden. De H.C.A.M. zou in plaats van de Abwehr voortaan steun geven aan de uit te reden spionageloggers.
Strauch had intussen Straaters antecedenten nagetrokken en Straater werd door Strauch bepaald bij zijn verleden. Straater diende feitelijk op grond hiervan de H.C.A.M. te verlaten. Maar Strauch legde Straater sluw een uitweg voor. Straater zou Strauch voortaan op alle H.C.A.M.-vergaderingen moeten steunen. Ook zou hij voortaan – geheime – reizen moeten ondernemen naar neutrale landen binnen Europa en dit ten dienste van de Abwehr en buiten elk belang om van de H.C.A.M. Straater kon slechts accepteren. En Strauch voegde tevens richting Berlijn directeur Straater toe aan zijn lijst van V-Männer. De zeevisserij was nu partij geworden in de Duitse strijd tegen de geallieerden.

## Parlevliet
De IJmuidense reder van Rederij L. Parlevliet Nz. Leendert Parlevliet, een NSB'er en een goede kennis van Strauch, vroeg de laatste om extra faciliteiten voor zijn uit te reden vissersschepen. Strauch zegde deze toe op voorwaarde dat de Abwehr aan de schepen V-Männer mocht toevoegen als marconisten voor zijn maritieme spionage. Parlevliet accepteerde. De H.C.A.M. kreeg vanaf nu een reguliere inzage in Parlevliets boeken en de reder zijn gevraagde voorrechten. Dankzij Straaters vroegere positie bij dat productiebedrijf kon hij bij Philips - maar ook bij andere soortgelijke producenten - gloeilampen inkopen en die bij grote aantallen leveren aan de Wehrmacht en de Kriegsmarine. Intussen reisde Straater voor Strauch naar Turkije en Portugal. In Portugal wilde Strauch een H.C.A.M.- filiaal vestigen. 
De IJmuidense reder van de Rederij Schipper & Van den Oever en tevens V-Mann Piet Schipper, bezocht ook Strauch. Samen met zijn compagnon Jacobus van den Oever wilde hij voorjaar 1941 voor 12.000 gulden een schip kopen. Hij vroeg Strauch, hen 6.000 gulden te willen lenen. De H.C.A.M. stapte daarop in voor 50% en de twee reders ieder voor 25%. Hiervoor werd de aparte Maatschap Sursum Corda opgericht. Aan het schip zou een V-Mann worden toegevoegd. In juli 1941 kochten de beide reders nogmaals twee schepen met geleend geld. Hiervoor werd opgericht de Maatschap Mercurius. Daarin namen de twee reders, de H.C.A.M. en de H.C.A.M.-aandeelhouder Huijstee ieder deel voor 25%. Straater was intussen voor de Rederij Schipper & Van den Oever aangewezen als Verwalter. Dit was hard nodig want een der schepen, de IJM 3, vertrok in augustus 1941 met aan boord als motordrijver de reder Van den Oever. Het schip met zijn bemanning werd tijdingloos. En op 22 maart 1942 week de andere reder, P. Schipper, om onbekende redenen uit naar Engeland. Zo zat Straater ineens zonder kennis van zaken, maar met wél verantwoordelijkheid voor de twee resterende vissersschepen, de IJM 223 en IJM 225, opgescheept. Parlevliet nam korte tijd zijn verantwoordelijkheid door de beide schepen uit te reden.

## Bedriegers bedrogen
Gelukkig voor Straater werd hij benaderd door de Organisation Todt (O.T.). De O.T. wilde een bedrijfstak opstarten voor visserij op de grote Russische binnenzeeën en zij kochten één schip van de rederij over. De O.T. meldde zich opnieuw voor nog twee schepen. Straater zocht en vond via via twee schepen op Urk en leverde deze aan de O.T.   
Daarnaast reisde hij voor Strauch naar Portugal. De Abwehr wilde Straater contacten laten leggen met een Portugees die voor de Abwehr naar Engeland zou afreizen om daar te spioneren en, teruggekeerd, Straater verslag uit te brengen. Straater bedacht echter in Portugal een gefingeerde Portugees die hij 'Dacosta' ging noemen. Hij las aldaar in bibliotheken alles wat met oorlog te maken had en verzon daar zelfs ter plekke niet bestaand oorlogstuig. De Abwehr had hem materiaal verstrekt waarmee onzichtbaar kon worden geschreven en deze voor anderen niet-leesbare rapporten schreef Straater - nog steeds in Portugal - voor de Abwehr, lees Strauch. De Abwehr nam deze rapporten serieus en zij stelde vanuit Berlijn geld voor 'Dacosta' beschikbaar. Nadat Strauch was overgeplaatst naar het buitenland en de oorlog een onverwachte wending nam, bleven nieuwe reizen achterwege.

## Nieuwe partner
In de loop van 1944 en verlost van de visserij deed Straater bij de Kamer van Koophandel opgaaf van een vennootschap in oprichting. De H.C.A.M. en een chemisch bedrijf vormden samen de NV "Nezolid". Het betrof  het op de markt brengen van bepaalde onderhoudsproducten. Straater verrichtte op 15 oktober 1945 de laatste handeling door opheffing van de H.C.A.M. Na de oorlog werd Straater geïnterneerd. Hij overleed in Londen op 25 juli 1973. Marx werd uitgezet uit Nederland. Hij vertrok op 26 januari 1950 naar het Amerikaanse Salt Lake City waarover verdere gegevens ontbreken.